# Federação de Voleibol da República do Cazaquistão
A Federação de Voleibol da República do Cazaquistão  (em inglês: Volleyball Federation of the Republic of Kazakhstan,  VFEK) é  uma organização fundada em 1992 que governa a pratica de voleibol no Cazaquistão, sendo membro da Federação Internacional de Voleibol e da Confederação Asiática de Voleibol, a entidade é responsável por  organizar  os campeonatos nacionais de  voleibol masculino e feminino no país.